# Alberto Plaza Sagredo
Alberto Plaza Sagredo (1 de junio de 1995) es un deportista español que compite en piragüismo en la modalidad de maratón.
Ganó una medalla de plata en el Campeonato Mundial de Piragüismo en Maratón de 2022 y tres medallas en el Campeonato Europeo de Piragüismo en Maratón entre los años 2022 y 2025.

## Palmarés internacional
| Campeonato Mundial | Campeonato Mundial       | Campeonato Mundial | Campeonato Mundial |
| Año                | Lugar                    | Medalla            | Competición        |
| ------------------ | ------------------------ | ------------------ | ------------------ |
| 2022               | Ponte de Lima (Portugal) | Medalla de plata   | K2                 |
| Campeonato Europeo |                          |                    |                    |
| Año                | Lugar                    | Medalla            | Competición        |
| 2022               | Silkeborg (Dinamarca)    | Medalla de oro     | K2                 |
| 2024               | Poznań (Polonia)         | Medalla de bronce  | K2                 |
| 2025               | Ponte de Lima (Portugal) | Medalla de bronce  | K2                 |